# پتنو
پتنو (به آلمانی: Pettnau) یک منطقهٔ مسکونی در اتریش است که در اینسبروک لند واقع شده‌است. پتنو ۱۰٫۷۸ کیلومتر مربع مساحت دارد ۶۲۸ متر بالاتر از سطح دریا واقع شده‌است.